# Prudens sexdecim linguarum confessarius

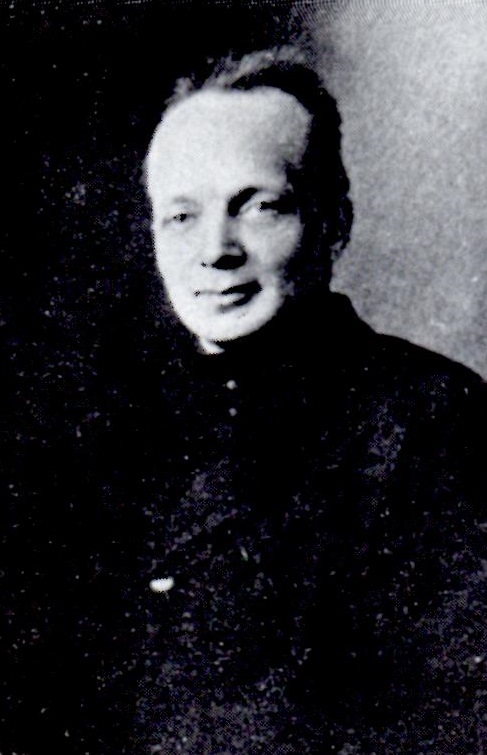
Michel d'Herbigny au début de son sacerdoce

Prudens Sexdecim Linguarum Confessarius est le titre d'un manuel religieux multilingue publié en 1914 par le jésuite Michel d'Herbigny dont le but est de permettre à un prêtre catholique d'entendre la confession d'un pénitent dont il ne connaît ni ne comprend la langue. 
Le titre complet latin est Prudens Sexdecim Linguarum Confessarius Etiam sine ULLA scientia linguarum, ce qui signifie « Le sage confesseur en seize langues, même sans avoir AUCUNE connaissance des langues ». Sur la page de titre est précisé : Methodus optica pro confessione integra et matrimonio sacerdote et poenitente mutuas linguas prorsus ignorantibus, c'est-à-dire « Méthode optique pour une confession entière et le mariage, le prêtre et le pénitent ignorant l'un comme l'autre leurs langues mutuelles ».
Selon Paul Lesourd (op.cit.), ce manuel « a permis à des milliers de prêtres pendant la Première Guerre mondiale de confesser et d'absoudre des pénitents dont ils ignoraient la langue ». 
Le manuel a connu au moins 14 éditions jusqu'en 1957 et était encore utilisé à cette date à Lourdes lors des pèlerinages internationaux.

## Description
Le livre est conçu pour permettre un échange entre le pénitent et le prêtre qui va recevoir sa confession en mettant en regard un texte (questionnaire) rédigé dans la langue maîtrisée par le pénitent et le même texte écrit en latin, langue que devaient maitriser les prêtres catholiques avant le concile Vatican II. Pour la commodité des échanges au travers de la grille du confessionnal, le texte latin lisible par le prêtre est sur un feuillet dépliant cartonné détaché de l'ouvrage, tandis que le pénitent dispose du livre ouvert aux pages correspondant à sa langue. 
Le texte (dont le contenu est analogue pour le latin et les quinze langues modernes utilisables) est un questionnaire couvrant 35 thèmes différents, en questions et sous-questions supposées explorer de façon exhaustive les différentes occasions de péché. Il suffit au pénitent de parcourir le questionnaire en même temps que le confesseur et de faire signe « oui » ou « non », le nombre de fois ou la fréquence du péché étant traitées de la même manière. 
Il débute par une explication en latin (Explicatio libri), exposant la méthode, ainsi structurée :
1. Ratio hujus libelli (But de ce livre)
2. Dispositio libelli (Disposition du livre)
3. Usus libelli (Utilisation du livre)
4. De selectis linguis (Les langues choisies)
5. Monitium (Avertissement)

Après le questionnement du pénitent, le prêtre continue par l'exhortation (Exhortatio), l'énoncé de la pénitence (Satisfactio), l'absolution. Le pénitent récitera, en sa langue, l'acte de contrition (Formula contritionis) puis le prêtre lui dira d'aller en paix (Formula dimittendi). Ce que le prêtre dit, en latin, peut être lu, dans sa propre langue, par le pénitent.

## Les 16 langues
Outre le latin pour l'usage du prêtre, 15 langues européennes (pour celui des pénitents) sont ainsi listées, par ordre alphabétique :
1. lingua anglica : anglais
2. lingua bohemica (slavo-tchecica) : tchèque
3. lingua croatica : croate
4. lingua danica : danois
5. lingua franco-gallica : français de France
6. lingua germanica : allemand
7. lingua graeca moderna : grec moderne
8. lingua hispanica : espagnol
9. lingua hungarica : hongrois
10. lingua italica : italien
11. lingua lusitano-portugallica : portugais du Portugal
12. lingua neerlandica (et pro Flandris) : néerlandais (et pour les flamands)
13. lingua polonica : polonais
14. lingua romaenica : roumain
15. lingua russica (pro Ruthenis quoque, Bulgaris et Serbis): russe (ainsi que pour les ruthènes, bulgares et serbes).

Le texte en latin a été établi par Michel d'Herbigny. Le texte de chacune des autres langues a été soit traduit, soit contrôlé par un ecclésiastique dont le nom est indiqué pour chacune d'entre elles ; tous sont des Jésuites, sauf (pour le roumain), l'archevêque de Iași, Nicola Giuseppe (Nicolae Iosif) Camilli (ro), OFM
Les locuteurs de certaines langues européennes non prévues peuvent se rabattre sur une langue proche : le danois, le tchèque, le croate ou le russe permettront à des pénitents tels que, par exemple, les suédois, slovaques, slovènes, serbes ou bulgares de se débrouiller sans trop de difficultés. Pour ce qui est des langues extra-européennes, telles que celles parlées en Arménie, en Chine, au Japon ou en Inde, l'auteur donne par avance aux évêques intéressés le droit de faire établir les suppléments nécessaires, sous réserve de respecter scrupuleusement le sens des textes et la méthode.

## Thèmes questionnés
1. Dernière confession
2. Prières du matin et du soir
3. Blasphème et jurons
4. Participation  à la messe
5. travail le dimanche
6. Statut marital
7. Lieu d'habitation
8. Rapports avec les parents
9. Mauvaises pensées
10. Mauvaises conversations
11. Jeux trop familiers
12. Mauvaises actions
13. Confessions précédentes
14. Mauvaises inclinations
15. Mauvaises fréquentations
16. Vols
17. Honnêteté
18. Mensonges
19. Médisances et calomnies
20. Haine envers autrui
21. Impatience
22. Respect du jeûne
23. Gourmandise
24. Paresse
25. Orgueil
26. Vanité
27. Lectures et fréquentations impies
28. Votes impies
29. Rapports aux enfants
30. Surveillance des enfants
31. Contraception
32. Avortement
33. Tristesse et découragement
34. Superstition
35. Autres péchés